# Světový pohár v alpském lyžování 2006/2007
Světový pohár v alpském lyžování 2006/2007 byl 41. sezónou Světového poháru. Měl začít 28. října 2006, ale zrušení úvodních závodů v Söldenu oddálilo začátek sezóny o dva týdny. Špatné sněhové podmínky v Alpách spolu s lednovým bouřlivým počasím způsobily přesunutí a přeložení řady závodů na celou zimu. Plán zahrnoval i přestávku v polovině sezóny během prvních 3 únorových týdnů, kdy se konalo mistrovství světa ve švédském Åre. Sezóna skončila 18. března 2007 na finále Světového poháru ve švýcarském Lenzerheide.

## Kalendář

### Vysvětlivky
| DH | Sjezd           |
| SG | Super G         |
| GS | Obří slalom     |
| SL | Slalom          |
| K  | Kombinace       |
| SC | Super kombinace |
| T  | Závod týmů      |

### Muži
| Datum                                | Místo                                               | Disc. | Vítěz                  | Druhý                  | Třetí                  |
| 29. říjen, 2006                      | Sölden, Rakousko                                    | GS    | zrušen                 | zrušen                 | zrušen                 |
| 12. listopad, 2006                   | Levi, Finsko                                        | SL    | Benjamin Raich         | Markus Larsson         | Giorgio Rocca          |
| 25. listopad, 2006                   | Lake Louise, Kanada                                 | DH    | Marco Büchel           | Manuel Osborne-Paradis | Peter Fill             |
| 26. listopad, 2006                   | Lake Louise, Kanada                                 | SG    | John Kucera            | Mario Scheiber         | Patrik Järbyn          |
| 30. listopad, 2006                   | Beaver Creek, USA                                   | SC    | Aksel Lund Svindal     | Marc Berthod           | Rainer Schönfelder     |
| 1. prosinec, 2006                    | Beaver Creek, USA                                   | DH    | Bode Miller            | Didier Cuche           | Steven Nyman           |
| 2. prosinec, 2006                    | Beaver Creek, USA                                   | GS    | Massimiliano Blardone  | Aksel Lund Svindal     | Ted Ligety             |
| 3. prosinec, 2006                    | Beaver Creek, USA                                   | SL    | André Myhrer           | Michael Janyk          | Felix Neureuther       |
| 10. prosinec, 2006                   | Val-d'Isère, Francie Reiteralm, Rakousko            | SC    | Ivica Kostelić         | Romed Baumann          | Pierrick Bourgeat      |
| 15. prosinec, 2006                   | Val Gardena, Itálie                                 | SG    | Bode Miller            | Christoph Gruber       | John Kucera            |
| 16. prosinec, 2006                   | Val Gardena, Itálie                                 | DH    | Steven Nyman           | Didier Cuche           | Fritz Strobl           |
| 17. prosinec, 2006                   | Alta Badia, Itálie                                  | GS    | Kalle Palander         | Bode Miller            | Didier Défago          |
| 18. prosinec, 2006                   | Alta Badia, Itálie                                  | SL    | Markus Larsson         | Ted Ligety             | Ivica Kostelić         |
| 20. prosinec, 2006                   | Hinterstoder, Rakousko                              | SG    | Bode Miller            | Peter Fill             | Hermann Maier          |
| 21. prosinec, 2006                   | Hinterstoder, Rakousko                              | GS    | Aksel Lund Svindal     | François Bourque       | Kalle Palander         |
| 9. prosinec, 2006 28. prosinec, 2006 | Val-d'Isère, Francie Bormio, Itálie                 | DH    | Michael Walchhofer     | Didier Cuche           | Mario Scheiber         |
| 29. prosinec, 2006                   | Bormio, Itálie                                      | DH    | Michael Walchhofer     | Peter Fill             | Mario Scheiber         |
| 6. leden, 2007                       | Adelboden, Švýcarsko                                | GS    | Benjamin Raich         | Massimiliano Blardone  | Aksel Lund Svindal     |
| 7. leden, 2007                       | Adelboden, Švýcarsko                                | SL    | Marc Berthod           | Benjamin Raich         | Mario Matt             |
| 13. leden, 2007                      | Wengen, Švýcarsko                                   | DH    | Bode Miller            | Didier Cuche           | Peter Fill             |
| 12. leden, 2007 14. leden, 2007      | Wengen, Švýcarsko                                   | SC    | Mario Matt             | Marc Berthod           | Silvan Zurbriggen      |
| 20. leden, 2007                      | Chamonix, Francie Val-d'Isère, Francie              | DH    | Pierre-Emmanuel Dalcin | Erik Guay              | Manuel Osborne-Paradis |
| 21. leden, 2007                      | Chamonix, Francie Val-d'Isère, Francie              | SC    | zrušeno                | zrušeno                | zrušeno                |
| 26. leden, 2007                      | Kitzbühel, Rakousko                                 | SG    | zrušeno                | zrušeno                | zrušeno                |
| 27. leden, 2007                      | Kitzbühel, Rakousko                                 | DH    | zrušeno                | zrušeno                | zrušeno                |
| 14. leden, 2007 27. leden, 2007      | Wengen, Švýcarsko Kitzbühel, Rakousko               | SL    | Jens Byggmark          | Mario Matt             | Alois Vogl             |
| 28. leden, 2007                      | Kitzbühel, Rakousko                                 | SL    | Jens Byggmark          | Mario Matt             | Manfred Moelgg         |
| 29. leden, 2007                      | Kitzbühel, Rakousko                                 | K     | zrušeno                | zrušeno                | zrušeno                |
| 30. leden, 2007                      | Schladming, Rakousko                                | SL    | Benjamin Raich         | Jens Byggmark          | Mario Matt             |
| 27. leden, 2007 23. únor, 2007       | Kitzbühel, Rakousko Garmisch-Partenkirchen, Německo | DH    | Andrej Jerman          | Hans Grugger           | Erik Guay              |
| 24. únor, 2007                       | Garmisch-Partenkirchen, Německo                     | DH    | Erik Guay              | Andrej Jerman          | Didier Cuche           |
| 25. únor, 2007                       | Garmisch-Partenkirchen, Německo                     | SL    |                        |                        |                        |
| 3. března, 2007                      | Kranjska Gora, Slovinsko                            | GS    |                        |                        |                        |
| 4. března, 2007                      | Kranjska Gora, Slovinsko                            | SL    |                        |                        |                        |
| 9. března, 2007                      | Kvitfjell, Norsko                                   | DH    |                        |                        |                        |
| 10. března, 2007                     | Kvitfjell, Norsko                                   | SG    |                        |                        |                        |
| 14. března, 2007                     | Lenzerheide, Švýcarsko                              | DH    |                        |                        |                        |
| 15. března, 2007                     | Lenzerheide, Švýcarsko                              | SG    |                        |                        |                        |
| 17. března, 2007                     | Lenzerheide, Švýcarsko                              | GS    |                        |                        |                        |
| 18. března, 2007                     | Lenzerheide, Švýcarsko                              | SL    |                        |                        |                        |

### Ženy
| Datum                                 | Místo                                               | Disc. | Vítěz                   | Druhý                         | Třetí                   |
| 28. říjen, 2006                       | Sölden, Rakousko                                    | GS    | zrušeno                 | zrušeno                       | zrušeno                 |
| 11. listopad, 2006                    | Levi, Finsko                                        | SL    | Marlies Schildová       | Nicole Hospová                | Kathrin Zettelová       |
| 25. listopad, 2006                    | Aspen, USA                                          | GS    | Kathrin Zettelová       | Tanja Poutiainenová           | Michaela Kirchgasserová |
| 26. listopad, 2006                    | Aspen, USA                                          | SL    | Marlies Schildová       | Nicole Hospová                | Therese Borssén         |
| 1. prosinec, 2006                     | Lake Louise, Kanada                                 | DH    | Maria Rieschová         | Lindsey Kildow                | Nadia Fanchini          |
| 2. prosinec, 2006                     | Lake Louise, Kanada                                 | DH    | Lindsey Kildow          | Renate Götschlová             | Anja Pärsonová          |
| 3. prosinec, 2006                     | Lake Louise, Kanada                                 | SG    | Renate Götschlová       | Lindsey Kildow                | Kelly VanderBeek        |
| 10. prosinec, 2006 15. prosinec, 2006 | Svatý Mořic, Švýcarsko Reiteralm, Rakousko          | SC    | Marlies Schildová       | Michaela Kirchgasserová       | Kathrin Zettelová       |
| 17. prosinec, 2006 16. prosinec, 2006 | Val-d'Isère, Francie Reiteralm, Rakousko            | SG    | Renate Götschlová       | Nicole Hospová                | Martina Schild          |
| 16. prosinec, 2006 19. prosinec, 2006 | Val-d'Isère, Francie                                | DH    | Julia Mancusová         | Renate Götschlová             | Lindsey Kildow          |
| 9. prosinec, 2006 20. prosinec, 2006  | Svatý Mořic, Švýcarsko Val-d'Isère, Francie         | DH    | Lindsey Kildow          | Julia Mancusová               | Anja Pärsonová          |
| 20. prosinec, 2006 21. prosinec, 2006 | Megève, Francie Val-d'Isère, Francie                | SL    | Marlies Schildová       | Annemarie Gerg                | Therese Borssén         |
| 28. prosinec, 2006                    | Semmering, Rakousko                                 | GS    | Kathrin Zettelová       | Nicole Hospová                | Marlies Schildová       |
| 29. prosinec, 2006                    | Semmering, Rakousko                                 | SL    | Therese Borssén         | Kathrin Zettelová             | Marlies Schildová       |
| 4. leden, 2007                        | Zagreb, Chorvatsko                                  | SL    | Marlies Schildová       | Ana Jelušić                   | Šárka Záhrobská         |
| 6. leden, 2007                        | Maribor, Slovinsko Kranjska Gora, Slovinsko         | GS    | Nicole Hospová          | Nicole Gius                   | Tanja Poutiainenová     |
| 7. leden, 2007                        | Maribor, Slovinsko Kranjska Gora, Slovinsko         | SL    | Marlies Schildová       | Šárka Záhrobská               | Veronika Zuzulová       |
| 12. leden, 2007 13. leden, 2007       | Altenmarkt-Zauchensee, Rakousko                     | DH    | Renate Götschlová       | Dominique Gisinová            | Julia Mancusová         |
| 13. leden, 2007 14. leden, 2007       | Altenmarkt-Zauchensee, Rakousko                     | SC    | Julia Mancusová         | Lindsey Kildow                | Marlies Schildová       |
| 19. leden, 2007                       | Cortina d'Ampezzo, Itálie                           | SG    | Julia Mancusová         | Nicole Hospová                | Renate Götschlová       |
| 20. leden, 2007                       | Cortina d'Ampezzo, Itálie                           | DH    | Renate Götschlová       | Julia Mancusová               | Marie Marchand-Arvier   |
| 19. leden, 2007                       | Cortina d'Ampezzo, Itálie                           | SG    | Karen Putzer            | Julia Mancusová Denise Karbon |                         |
| 14. leden, 2007 26. leden, 2007       | Altenmarkt-Zauchensee, Rakousko San Sicario, Itálie | SG    | Renate Götschlová       | Lindsey Kildow                | Christine Sponring      |
| 27. leden, 2007                       | San Sicario, Itálie                                 | DH    | Renate Götschlová       | Elisabeth Görglová            | Maria Holaus            |
| 28. leden, 2007                       | San Sicario, Itálie                                 | SG    | Lindsey Kildow          | Renate Götschlová             | Christine Sponring      |
| 24. únor, 2007                        | Sierra Nevada, Španělsko                            | GS    | Michaela Kirchgasserová | Nicole Hospová                | Tanja Poutiainenová     |
| 25. únor, 2007                        | Sierra Nevada, Španělsko                            | SL    |                         |                               |                         |
| 2. březen, 2007                       | Tarvisio, Itálie                                    | DH    |                         |                               |                         |
| 3. březen, 2007                       | Tarvisio, Itálie                                    | SG    |                         |                               |                         |
| 4. březen, 2007                       | Tarvisio, Itálie                                    | SC    |                         |                               |                         |
| 10. březen, 2007                      | Zwiesel, Německo                                    | GS    |                         |                               |                         |
| 11. březen, 2007                      | Zwiesel, Německo                                    | SL    |                         |                               |                         |
| 14. března, 2007                      | Lenzerheide, Švýcarsko                              | DH    |                         |                               |                         |
| 15. března, 2007                      | Lenzerheide, Švýcarsko                              | SG    |                         |                               |                         |
| 17. března, 2007                      | Lenzerheide, Švýcarsko                              | GS    |                         |                               |                         |
| 18. března, 2007                      | Lenzerheide, Švýcarsko                              | SL    |                         |                               |                         |

### Týmy
| Datum            | Místo                  | Disc. | Vítěz | Druhý | Třetí |
| 16. března, 2007 | Lenzerheide, Švýcarsko | T     |       |       |       |

## Pořadí muži

### Velký křišťálový globus
| Pos. |                    | Body |
| ---- | ------------------ | ---- |
| 1.   | Aksel Lund Svindal | 807  |
| 2.   | Didier Cuche       | 748  |
| 3.   | Benjamin Raich     | 705  |
| 5.   | Bode Miller        | 643  |
| 4.   | Peter Fill         | 589  |

### Sjezd
| Pos. |               | Body |
| ---- | ------------- | ---- |
| 1.   | Didier Cuche  | 507  |
| 2.   | Marco Büchel  | 379  |
| 3.   | Andrej Jerman | 339  |
| 4.   | Peter Fill    | 337  |
| 5.   | Erik Guay     | 313  |

### Slalom
| Pos. |                | Body |
| ---- | -------------- | ---- |
| 1.   | Jens Byggmark  | 423  |
| 2.   | Benjamin Raich | 365  |
| 3.   | Mario Matt     | 320  |
| 2.   | Markus Larsson | 271  |
| 5.   | Giorgio Rocca  | 213  |

### Obří slalom
| Pos. |                       | Body |
| ---- | --------------------- | ---- |
| 1.   | Aksel Lund Svindal    | 266  |
| 2.   | Kalle Palander        | 246  |
| 3.   | Massimiliano Blardone | 240  |
| 4.   | Benjamin Raich        | 219  |
| 5.   | Didier Défago         | 163  |

### Super G
| Pos. |                  | Body |
| ---- | ---------------- | ---- |
| 1.   | Bode Miller      | 218  |
| 2.   | John Kucera      | 162  |
| 3.   | Peter Fill       | 140  |
| 4.   | Hermann Maier    | 110  |
| 5.   | Didier Cuche     | 108  |
| 5.   | Christoph Gruber | 108  |

### Kombinace
| Pos. |                    | Body |
| ---- | ------------------ | ---- |
| 1.   | Marc Berthod       | 173  |
| 2.   | Aksel Lund Svindal | 172  |
| 3.   | Ivica Kostelić     | 150  |
| 4.   | Romed Baumann      | 118  |
| 5.   | Rainer Schönfelder | 106  |

### Pohár národů muži
| Pos. |           | Body |
| ---- | --------- | ---- |
| 1.   | Rakousko  | 4019 |
| 2.   | Švýcarsko | 2491 |
| 3.   | Itálie    | 2161 |
| 4.   | USA       | 1591 |
| 5.   | Švédsko   | 1403 |

## Přadí ženy

### Velký křišťálový globus
| Pos. |                   | Body |
| ---- | ----------------- | ---- |
| 1.   | Renate Götschlová | 1019 |
| 2.   | Marlies Schildová | 952  |
| 3.   | Julia Mancusová   | 943  |
| 4.   | Nicole Hospová    | 939  |
| 5.   | Lindsey Kildow    | 808  |

### Sjezd
| Pos. |                    | Body |
| ---- | ------------------ | ---- |
| 1.   | Renate Götschlová  | 525  |
| 2.   | Julia Mancusová    | 391  |
| 3.   | Lindsey Kildow     | 390  |
| 4.   | Anja Pärsonová     | 257  |
| 5.   | Dominique Gisinová | 210  |

### Slalom
| Pos. |                   | Body |
| ---- | ----------------- | ---- |
| 1.   | Marlies Schildová | 560  |
| 2.   | Therese Borssén   | 292  |
| 3.   | Ana Jelušić       | 283  |
| 4.   | Kathrin Zettelová | 257  |
| 5.   | Šárka Záhrobská   | 245  |

### Obří slalom
| Pos. |                         | Body |
| ---- | ----------------------- | ---- |
| 1.   | Nicole Hospová          | 310  |
| 2.   | Tanja Poutiainenová     | 274  |
| 3.   | Michaela Kirchgasserová | 237  |
| 4.   | Julia Mancusová         | 206  |
| 5.   | Kathrin Zettelová       | 206  |
| 5.   | Kathrin Hölzl           | 137  |

### Super G
| Pos. |                   | Body |
| ---- | ----------------- | ---- |
| 1.   | Renate Götschlová | 440  |
| 2.   | Lindsey Kildow    | 310  |
| 3.   | Nicole Hospová    | 227  |
| 4.   | Julia Mancusová   | 177  |
| 5.   | Kelly VanderBeek  | 149  |

### Kombinace
| Pos. |                         | Body |
| ---- | ----------------------- | ---- |
| 1.   | Marlies Schildová       | 160  |
| 2.   | Michaela Kirchgasserová | 116  |
| 3.   | Julia Mancusová         | 115  |
| 4.   | Nicole Hospová          | 90   |
| 4.   | Šárka Záhrobská         | 90   |

### Pohár národů ženy
| Pos. |           | Body |
| ---- | --------- | ---- |
| 1.   | Rakousko  | 5327 |
| 2.   | USA       | 2307 |
| 3.   | Švýcarsko | 1490 |
| 4.   | Itálie    | 1470 |
| 5.   | Švédsko   | 1453 |

## Pohár národů celkově
| Pos. |           | Body |
| ---- | --------- | ---- |
| 1.   | Rakousko  | 9346 |
| 2.   | Švýcarsko | 3981 |
| 3.   | USA       | 3898 |
| 4.   | Itálie    | 3631 |
| 5.   | Švédsko   | 2856 |